# Hirtella glandistipula
Hirtella glandistipula är en tvåhjärtbladig växtart som beskrevs av Adolpho Ducke. Hirtella glandistipula ingår i släktet Hirtella och familjen Chrysobalanaceae. Inga underarter finns listade i Catalogue of Life.